# Litsea veitchiana
Litsea veitchiana Gamble – gatunek rośliny z rodziny wawrzynowatych (Lauraceae Juss.). Występuje naturalnie w południowych Chinach – w prowincjach Kuejczou, Hubei, Syczuan oraz w północno-zachodniej części Junnanu. 

## Morfologia
PokrójZrzucający liście krzew dorastający do 4 m wysokości. Młode pędy są owłosione.
LiścieNaprzemianległe. Mają kształt od odwrotnie jajowatego do podłużnie odwrotnie jajowatego. Mierzą 4–15 cm długości oraz 2,5–5,5 cm szerokości. Są nagie. Nasada liścia jest klinowa. Blaszka liściowa jest o tępym wierzchołku. Ogonek liściowy jest owłosiony i dorasta do 10–12 mm długości.
KwiatySą niepozorne, jednopłciowe, zebrane po 10–13 w baldachy, rozwijają się na szczytach pędów. Okwiat jest zbudowany z 6 listków o kształcie od eliptycznego do okrągłego. Kwiaty męskie mają 9 pręcików.
OwoceMają kulisty kształt, osiągają 5 mm średnicy, mają czarną barwę, początkowo są silnie owłosione.

## Biologia i ekologia
Roślina dwupienna. Rośnie w zaroślach. Występuje na wysokości od 400 do 3800 m n.p.m.

## Zmienność
W obrębie tego gatunku wyróżniono jedną odmianę:
- Litsea veitchiana var. trichocarpa (Yen C. Yang) H.S. Kung